# 美郷村
美郷村（みさとそん）は、徳島県にあった村である。
2004年（平成16年）10月1日に麻植郡内の鴨島町、川島町、山川町と合併し吉野川市となった。美郷村であった区域は、吉野川市美郷として区分された。

## 地理
徳島県のほぼ中央、吉野川中流に注いでいる川田川の上流に位置した。川田川一帯は「美郷のホタルおよび発生地」として国の天然記念物に指定されている。毎年5月下旬から6月中旬には美郷ほたるまつりが開催される。

### 隣接していた自治体
- 徳島県
  - 麻植郡 鴨島町、川島町、山川町
  - 美馬郡 穴吹町、木屋平村
  - 名西郡 神山町

## 歴史
- 1955年（昭和30年）1月1日 - 東山村・三山村・中枝村のそれぞれ一部が合併し、美郷村が発足。
- 2004年（平成16年）10月1日 - 鴨島町・川島町・山川町と合併して吉野川市となる[1]。

## 教育
- 中学校
  - 吉野川市立美郷中学校（2010年より休校）
- 小学校
  - 吉野川市立種野小学校（2018年合併により閉校）
  - 吉野川市立中枝小学校（2007年より休校）
  - 吉野川市立東山小学校（2001年より休校）
  - 吉野川市立中村小学校（1990年より休校）

## 交通

### 道路
- 一般国道
  - 国道193号
- 県道
  - 徳島県道43号神山川島線
  - 徳島県道245号二宮山川線
  - 徳島県道250号三ツ木宮倉線

## 観光地
- 高開の石積み
- 美郷ほたる館
- 母衣暮露滝
- 平八幡神社
- 重楽寺